# Jan Jacobs May van Schellinkhout

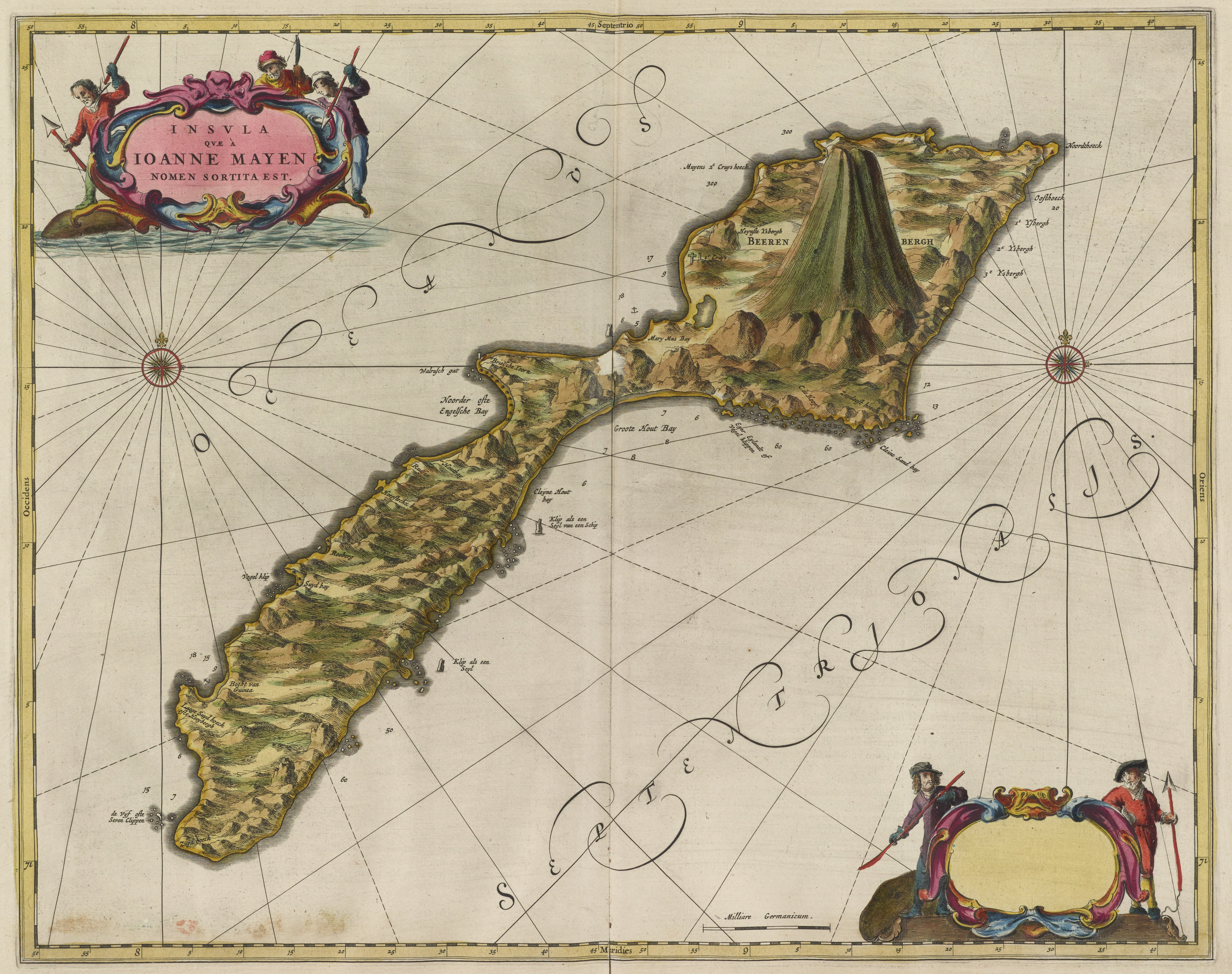
Mapa de Jan Mayen, obra de Joan Blaeu (título: «Insula Qvæ Ioanne Mayen nomen sortita est. Håndkolorert kobberstikk»). De la versión alemana (ca. 1670) del Atlas Maior de Blaeu, publicado en 1655 en la descripción (holandesa) del Grooten Atlas o Werelt.

Jan Jacobszoon May van Schellinkhout (activo 1614-1623) fue un marino y explorador neerlandés, recordado por haber sido el primero que como capitán ballenero, incontestablemente, descubrió en 1614 la isla que ahora lleva su nombre, Jan Mayen.

## Familia
Jan Jacobszoon May (también deletreado Mey o Meij) nació en el pequeño pueblo de Schellinkhout, justo al este de la ciudad de Hoorn, en Holanda Septentrional. Parece ser el hermano de Cornelis Jacobsz May, el primer director de New Netherland. Los hermanos eran primos de otro marino, mucho más famoso en esos días,  Jan Cornelisz May, que dirigió varias expediciones para explorar el paso del Noreste y entre 1614 y 1617, circunnavegó el mundo con Joris van Spilbergen.

## Descubrimiento de la isla Jan Mayen
Jan Jacobsz May es mejor recordado por dar su nombre a la isla de Jan Mayen. Como parte de una expedición exploratoria para la Noordsche Compagnie, May capitaneaba el Gouden Cath y visitó la isla en julio de 1614. El muy reconocido cartógrafo Joris Carolus estaba a bordo e hizo un informe (ahora perdido) y un mapa (aún existente) del viaje. En ese mapa, nombró a uno de sus promontorios «Jan Meys Hoeck». En 1620, el cartógrafo Willem Jansz Blaeu transfirió el nombre a la isla en su conjunto, aunque otros dos capitanes holandeses —Jan Jansz Kerckhoff, navegando también para la Noordsche Compagnie, pero financiado en privado por otras personas de Delft, y Fopp Gerritsz, navegando para el inglés John Clarke, de Dunkerque—  parecían haberse adelantado a May en llegar a la isla en una o dos semanas.
May sabía que Kerckhoff ya había visitado la isla y pensó que informaría de esto a los Estados Generales de los Países Bajos. Sin embargo, la competencia de Delft aparentemente quería mantener en secreto la ubicación para aprovecharla. El conflicto se resolvió en 1617 y eso permitió a la compañía holandesa utilizar la isla como su base de caza de ballenas durante los siguientes 35 años.

## Vida posterior
Después de su viaje de descubrimiento de 1614, Jan Jacobsz May aparece mencionado en 1623 como capitán de un buque de guerra holandés empleado por el Almirantazgo del Noorderkwartier. En 1622, por ejemplo, trajo un buque de guerra francés.

## Reconocimientos
Poco conocido en su país de origen, donde a menudo se cree que el nombre Jan Mayen es de origen noruego, apenas una calle en su ciudad natal de Schellinkhout honraba su nombre.
En 1925, el Jan Maijenstraat en Ámsterdam-West lleva su nombre y luego la Jan Maijenschool y el  Jan Maijenbuurt.